# Eddie Burks
„Jewtown“ Eddie Burks (* 17. September 1931 in Greenwood, Mississippi, USA; † 27. Januar 2005 in Miller, Indiana, USA) war ein US-amerikanischer Blues-Mundharmonikaspieler und Sänger, der vor allem durch seine Auftritte im Maxwell Street Market in Chicago in den 1960er und 1970er Jahren bekannt wurde.

## Biografie
Burks wurde am 17. September 1931 in der Nähe von Greenwood (Mississippi) als 14. und jüngstes Kind einer Familie von Farmpächtern geboren. Während seiner Kindheit wurde einer seiner Brüder vom Ku-Klux-Klan gelyncht.
Burks hörte schon als Jugendlicher die Musik von Robert Johnson und Sonny Boy Williamson II. und begann Mundharmonika zu spielen. 1946 zog er nach Chicago, wo er in einem Stahlwerk arbeitete und Gospelmusik im Greater Harvest Baptist Choir sang. Neben seiner Arbeit im Stahlwerk war Burks apostolischen Pfarrer und betrieb eine eigene Kirche. Nach den Unruhen, die durch die Ermordung von Martin Luther King im April 1968 ausgelöst wurden, widmete er sich jedoch ganz dem Blues. Er spielte unter anderem mit Eddie Shaw und Jimmy Dawkins, gelegentlich auch mit Muddy Waters und Howlin’ Wolf. In den späten 1960er und 1970er Jahren spielte er so oft auf dem Maxwell Street Market, dass er nach dem lokalen Namen des Viertels als „Jewtown Eddie“ bekannt wurde.
Außerhalb Chicagos blieb Burks jedoch weitgehend unbekannt, bis er 1990 sein Debütalbum Vampire Woman bei Rising Son Records (später umbenannt in Rising Son Blues) veröffentlichte, einem Label, das er zusammen mit seiner Frau Maureen Walker gegründet hatte. Danach begann seine Solokarriere, er veröffentlichte weitere Alben, tourte häufig und spielte regelmäßig auf Festivals. 1994 trat er in dem für den Oscar nominierten Dokumentarfilm Blues Highway auf.
Nach seinem 70. Geburtstag verschlechterte sich sein Gesundheitszustand aufgrund einer Diabeteserkrankung, dennoch spielte er weiterhin in den Clubs von Chicago, bis er am 27. Januar 2005 bei einem Autounfall in der Nähe von Miller (Indiana) ums Leben kam.